# Carrizosa
Carrizosa – gmina w Hiszpanii, w prowincji Ciudad Real, w Kastylii-La Mancha, o powierzchni 26,04 km². W 2011 roku gmina liczyła 1430 mieszkańców.